# ЭТА (баскетбольный клуб)
ЭТА — кипрский профессиональный баскетбольный клуб из города Никосия.

## История
Основан в 1942 году. В 2011 году клуб выиграл свой первый трофей — кубок страны. В этом же сезоне ЭТА выиграл и национальное первенство.

## Титулы
- Чемпион Кипра: 2011, 2012[1]

## Сезоны
| Сезон   | Лига       | Уровень | Рег. Чемп. | Плей-Офф  | Еврокубки             |
| ------- | ---------- | ------- | ---------- | --------- | --------------------- |
| 2010/11 | Дивизион А | 1       | 4          | Чемпион   | Гр.этап Еврочелленджа |
| 2011/12 | Дивизион А | 1       | 3          | -         | Гр.этап Еврочелленджа |
| 2012/13 | Дивизион А | 1       | 4          | Полуфинал | Гр.этап Еврочелленджа |